# 뉴욕 트리뷴

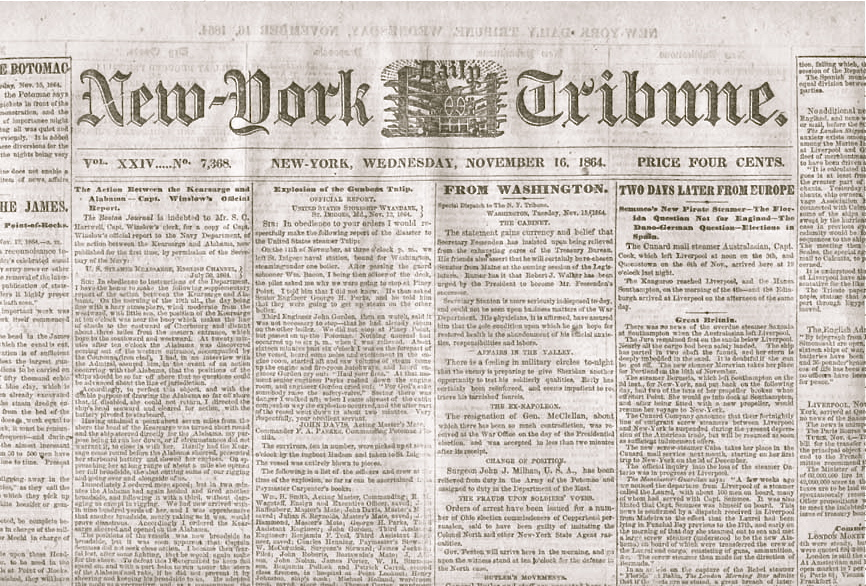
뉴욕 트리뷴의 전면. 7,368번째 신문. 1864년 11월 16일.

뉴욕 트리뷴(New-York Tribune)은 미국의 신문으로 1841년 호레이스 그릴리에 의해 최초로 출간되었다. 1840년대부터 1860년대까지 영향력 있는 휘그당 그리고 그후 공화당 신문이었다. 신문의 사설은 널리 읽혀졌고, 전국적인 여론을 형성하는데 도움을 주었다. 1924년에 뉴욕 헤럴드와 합병하여 뉴욕 헤럴드 트리뷴이 되었으며, 1966년도에 폐간되었다.